# Roncherolles-sur-le-Vivier
Roncherolles-sur-le-Vivier è un comune francese di 1 109 abitanti situato nel dipartimento della Senna Marittima nella regione della Normandia.
Il territorio comunale è bagnato dalle acque del fiume Robec.

## Società

### Evoluzione demografica
Abitanti censiti